# 自立原理
自立原理（じりつげんり、英語：Indigenous Principles）とは、キリスト教の教会形成における原理で、他に依存せず、神のみに頼って自立的に教会の働きを進めるための原理である。この用語は、特に宣教地において外国の宣教団（Mission）と現地教会の関係を描写するのに用いられた。多くの宣教地において、現地教会は、人材的にも経済的にも宣教団に依存し、その依存的体質を脱皮できない事例が見られた。そこで提唱されたのがこの「自立原理」である。「土着原理」とも訳される。
宣教師のヘンリー・ベン（Henry Venn、1796年 - 1873年）およびルーファス・アンダーソン（Rufus Anderson、1796年 - 1880年）は、土着教会（indigenous church）について以下の3大原理を作り出した。
- 自給（self-supporting）：外国教会の経済援助を受けないでも、現地教会に所属するキリスト者の神への献金によって、教会活動費、牧師給などの教会の必要が賄われていること。
- 自治（self-governing）：外国人宣教師の支配を受けず、現地教会の人材によって教会政治が行われること。
- 自展（self-propagating）：他からの人材的、また、経済的な援助なしに、教会が自前で発展していくことができること。

## 主唱者
- ジョン・L・ネヴィアス（John Livingstone Neviusu、1829年-1893年）は長老派教会の宣教師として19世紀後半に中国へ派遣された。当時の西洋式の宣教方策に疑問を抱いたネヴィアスは、1886年に『The Planting and Development of Missionary Churches』を著した。この本の中でネヴィアスは伝統的な伝道を捨て去り、独立し、自給できる土着の教会を育成する新たな計画を導入することを提唱した。
- ディクソン・エドワード・ホステ（Dixon Edward Hoste、1861年-1946年）は中国内地伝道団の指導者のハドソン・テーラー（Hudson Taylor）の後継者であり、中国の教会設立に自給・自治・自展の自立原理を適用したことが評価されている。この3つの標語は、伝道団が中国から追放された後、中国基督教三自愛国運動委員会に採用された。
- ローランド・アレン（Roland Allen、1868年-1947年）もまた自立原理の導入を試みた。1895年から1903年まで、英国国教会の伝道団として中国で活動した後、イングランドに帰国し、以後40年間を宣教方策に関する著作に費した。アレンの著書のうち、『聖パウロの方策か、 私たちの方策か? - Missionary methods : St. Paul's or ours? : a study of the church in the four provinces』（1912年）および『教会の自然発生的な進展と、それを妨げる諸要素 - The Spontaneous Expansion of the Church: And Causes that Hinder It』（1912年）の2作は今日も出版されている。
- アリス・ルース（Alice Luce、1873年-1955年）はインドで活動した英国国教会の宣教師で、アレンの宣教理論に影響を受け、ペンテコステ派の伝道者のために、1921年に『Paul's Missionary Methods』 を著した。彼女の支持により、自立原理は20世紀初頭におけるアッセンブリーズ・オブ・ゴッドの標準的な宣教方策となった。
- メルヴィン・ホッジス（Melvin Hodges、1909年-1988年）は、アッセンブリーズ・オブ・ゴッドの宣教師としてニカラグアで活動した。ホッジスは1950年代に著作『On the Mission Field: The Indigenous Church』によって再びこの概念を普及させた。ホッジスは土着教会（indigenous church）を"a native church . . . which shares the life of the country in which it is planted and finds itself ready to govern itself, support itself, and reproduce itself."と定義した。彼は、外国の資金は宣教活動に、依存を生み出し、父親的温情主義的な傾向を根付かせてしまい、その結果不健全で無気力な教会となってしまうと考えた。宣教師としての経験は疑いようもなく、ホッジスの3つの原理の提示の仕方に影響している。ホッジスは、柔軟性や、土地の信者の要求に応じて、原理を調整していくことの必要性を強調した。

## 日本における展開例
蔦田二雄は、上記の3大原理に加えて、働きを継承すべき人材を自ら生み出す「自育」（Self-educating）という概念をイムマヌエル綜合伝道団において導入した。
- 「自育」とは、宣教団に依存せず、人材をその国の伝道者の手によって訓育することで初めて、宣教団依存の体質から脱皮し、自立的スピリットを後継者に植え付けることができるとするものである。

- また蔦田が経験したような、戦時という非常事態の下では、ミッションが宣教地から引き上げると言う情況が起こり、自国の伝道者･牧師養成は、自国の教会の手によってでなければ、できないことに気づいた結果の理論的展開であった。

## 文化脈化
宣教学者には、この「自立原理」は古い概念であり、「コンテクチャライゼーション」（Contextualization、文脈化、文化脈化と訳される）に置き変えられた主張するものもある。文脈化・文化脈化とは、キリスト教や教会を外来のものとしてではなく、その国・地域の文化に則して、現地に適応させることであるとされる。礼拝形式、讃美歌など様々な分野が関わっている。